# Pomnik Książki w Kaliszu
Pomnik Książki w Kaliszu – pomnik w Kaliszu znajdujący się w Śródmieściu na Plantach.
Zaprojektowany został przez Władysława Kościelniaka, a wykonany przez Jerzego Sobocińskiego w 1978. Jest to rzadko spotykany w Polsce monument poziomy.
Powstał na pamiątkę zasypania w latach 40. XX wieku Kanału Babinka poprzez zatopienie w nim przez niemieckich żołnierzy tysięcy książek z kaliskich bibliotek publicznych. Mówi o tym napis na pomniku: Tu, w zasypanym korycie rzeki Prosny hitlerowcy zniszczyli dziesiątki tysięcy książek ze zbiorów kaliskich bibliotek publicznych. Monument odsłonięto 11 maja 1978.